# Monjasa
Monjasa er en global virksomhed inden for olie- og shippingindustrien, grundlagt i 2002 af Anders Østergaard og Jan Jacobsen. Virksomhedens kerneforretning omfatter salg og fysisk levering af skibsbrændstof og rederivirksomhed på globalt plan. I 2020 leverede Monjasa 4,9 millioner tons skibsbrændstof, og i 2020 rankede virksomheden som verdens 6. største leverandør af skibsbrændstof.
Hovedkontoret ligger i Fredericia, men virksomheden har 10 kontorer fordelt over hele verden. Virksomheden råder desuden over en flåde med omkring 20 tankskibe, hvoraf de 11 skibe er ejet af virksomheden selv, og har fysiske operationer i Nordvesteuropa, Vestafrika, Den Persiske Bugt, Panama og Houston. skibene sejler under Bekvemmelighedsflag som er upopulært i mange lande, idet lande med strenge krav mister indtægter, ligesom man ofte risikerer dårligere sikkerhed og ringere arbejdsforhold om bord.
Monjasa-gruppen inkluderer desuden CBED der specialiserer sig i offshore hotelløsninger, og IT-virksomheden RelateIT.
Firmaet er navnesponsor for Fredericia Stadion, der har fået navnet Monjasa Park.

## Historie
Anders Østergaard og Jan Jacobsen startede selskabet fra et lille kontor i Kolding i 2002.
I 2005 købte Monjasa sit første skib i Sydafrika, Monjasa Pioneer''. Samme år flyttede man hovedsædet til Fredericia, og i årene efter åbnede virksomheden kontorer i Singapore og Dubai.
I 2011 flytter man i nybygget hovedkvarter i Fredericia, den samme bygning som virksomheden har hovedsæde i dag. Samme år åbner Monjasa deres tredje internationale kontor, denne gang i Stamford, USA, hvorved man er tilstede i alle større tidszoner.  
I 2014 modtager Monjasa sine første ISO-certificeringer indenfor kvalitet, energi og arbejdsmiljø.
Monjasa etablerer desuden kontor i København (2013), Panama City (2015), Walvis Bay (2015), Limassol (2016), Ho Chi Minh City og Luanda (2019)
I 2021 tæller det samlede antal medarbejdere 500 tradere og andre maritime specialister.